# Severin Freund
Pour les articles homonymes, voir Freund.
Severin Freund, né le 11 mai 1988 à Freyung, est un sauteur à ski allemand actif entre 2002 et 2022. Il est champion olympique par équipes et champion du monde de vol à ski en 2014 puis champion du monde sur le grand tremplin et gagnant de la Coupe du monde en 2015.

## Carrière
Membre du club WSV DJK Rastbüchl, Freund commence sa carrière lors de la saison 2002-2003, mais doit attendre 2007 pour gagner sa première compétition FIS.
Freund a concouru en Coupe du monde pour la première fois en décembre 2007 à Engelberg, puis participe à la Tournée des quatre tremplins où il marque ses premiers points (30e et 20e), avant de devenir champion du monde junior par équipes en 2008. À l'été 2009, il ouvre son palmarès en Coupe continentale, gagnant à Lillehammer. En 2009-2010, son meilleur résultat est douzième, puis intègre le top dix en fin d'année 2010 à Engelberg (8e).
Son premier podium et victoire dans la Coupe du monde a eu lieu le 15 janvier 2011 à Sapporo. Aux Championnats du monde 2011 à Oslo et 2013, il glane un total de trois médailles dans des compétitions par équipes.
En 2014, il devient champion olympique lors de la compétition par équipes avec Marinus Kraus, Andreas Wank et Andreas Wellinger, tandis qu'il est quatrième au grand tremplin individuel, puis s'empare du titre de champion du monde de vol a ski à Harrachov sur deux manches au lieu de quatre. Il se hisse également à la troisième place au classement général de la Coupe du monde derrière Kamil Stoch et Peter Prevc grâce à notamment quatre victoires intervenant après les Jeux olympiques. Dans la saison 2014-2015, il continue à réaliser des performances, auteur notamment d'une série de sept podiums au milieu de la saison. Lors des Mondiaux de Falun en février 2015, il réussit à gagner sa première médaille individuelle sur le petit tremplin en terminant deuxième à quatre dixièmes de points de la surprise Rune Velta. Il remporte ensuite son premier titre mondial lors de l'épreuve par équipes mixtes avec Richard Freitag, Carina Vogt et Katharina Althaus. Lors de la compétition en grand tremplin, il devient champion du monde grâce à un nouveau record du tremplin avec 135 mètres et deux notes de style de vingt sur vingt. Pour finir, malgré un saut record de 143 mètres, il ne peut empêcher l'équipe Allemande de se classer mieux que cinquième au grand tremplin. Lors des manches suivantes de Coupe du monde, il confirme sa grande forme en remportant trois concours consécutifs à Kuopio, Trondheim et la classique d'Oslo. Il se met aussi en position favorable pour remporter le classement général face à Peter Prevc et Stefan Kraft. Lors de la dernière étape de la saison, c'est son rival Prevc qui a le plus de succès (1 victoire et 1 deuxième place) et qui parvient à obtenir le même total de points au général de la Coupe du monde. À la faveur de la règle qui stipule qu'en cas d'égalité c'est l'athlète le plus victorieux de l'année qui gagne le globe de cristal, Freund est désigné vainqueur de la Coupe du monde. L'année suivante, il est dominé au classement général par Peter Prevc, mais gagne tout de même trois concours dont une manche de la Tournée des quatre tremplins, sa première, à Oberstdorf.
En novembre 2016, il s'impose pour la 22e fois en Coupe du monde sur le tremplin de Kuusamo.
En janvier 2017, il subit une rupture des ligaments croisés à la suite d'une chute à l'entraînement qui met fin à sa saison. En juillet 2017, il est de nouveau victime de cette blessure et ne pourra concourir aux Jeux olympiques d'hiver de 2018.
Son retour est programmé pour le début de la saison 2018-2019. Deux ans plus tard, à Ruka encore, il retourne dans le top dix avec une neuvième place.

## Palmarès

### Jeux olympiques
| Épreuve / Édition | Sotchi 2014 |
| Petit tremplin    | 31e         |
| Grand tremplin    | 4e          |
| Par équipes       | Or          |

### Championnats du monde
| Épreuve / Édition | Épreuve / Édition | Oslo 2011                        | Val di Fiemme 2013               | Falun 2015                       | Oberstdorf 2021                  |
| Petit tremplin    | Petit tremplin    | 7e                               | 4e                               | Argent                           | —                                |
| Grand tremplin    | Grand tremplin    | 12e                              | 9e                               | Or                               | 22e                              |
| Par équipes       | PT                | Bronze                           | Épreuve inexistante à cette date | Épreuve inexistante à cette date | Épreuve inexistante à cette date |
| Par équipes       | GT                | 4e                               | Argent                           | 5e                               | Or                               |
| Par équipes       | mixtes            | Épreuve inexistante à cette date | Bronze                           | Or                               | —                                |

Légende : PT = petit tremplin, GT = grand tremplin.

### Championnats du monde de vol à ski
| Épreuve / Édition | Vikersund 2012 | Harrachov 2014                   | Tauplitz 2016 | Vikersund 2022 |
| Individuel        | 4e             | Or                               | 6e            | 12e            |
| Par équipes       | Argent         | Épreuve inexistante à cette date | Argent        | Argent         |

### Coupe du monde
- Vainqueur du classement général en 2015.
- 2e de la Tournée des quatre tremplins 2015-2016.
- 53 podiums individuels : 22 victoires, 15 deuxièmes places et 16 troisièmes places.
- 21 podiums par équipes, dont 6 victoires.

#### Victoires individuelles
| Année | Lieu |
| 2011  | Sapporo (Japon), Willingen (Allemagne) |
| 2013  | Lillehammer (Norvège), Kuusamo (Finlande) |
| 2014  | Lillehammer (Norvège), Falun (Suède), Lahti (Finlande), Oslo (Norvège), Planica (Slovénie)                                                                                      |
| 2015  | Nijni Taguil (Russie), Tauplitz (Autriche), Willingen (Allemagne), Titisee-Neustadt (Allemagne), Vikersund (Norvège), Kuopio (Finlande), Trondheim (Norvège), Oslo x2 (Norvège) |
| 2016  | Lillehammer (Norvège), Nijni Taguil (Russie), Oberstdorf (Allemagne) |
| 2017  | Ruka (Finlande) |

#### Classements en Coupe du monde
| Année     | Classement général final |
| 2007-2008 | 68e                      |
| 2008-2009 | 48e                      |
| 2009-2010 | 42e                      |
| 2010-2011 | 7e                       |
| 2011-2012 | 8e                       |
| 2012-2013 | 4e                       |
| 2013-2014 | 3e                       |
| 2014-2015 | 1er                      |
| 2015-2016 | 2e                       |
| 2016-2017 | 21e                      |
| 2018-2019 | 57e                      |
| 2019-2020 | 73e                      |
| 2020-2021 | 29e                      |
| 2021-2022 | 30e                      |

### Championnats du monde junior
| Épreuve / Édition | Solleftea 2003 | Rovaniemi 2005 | Kranj 2006 | Zakopane 2008 |
| Individuel        | 30e            | 26e            | 13e        | 31e           |
| Par équipes       | 11e            | 9e             | 4e         | Or            |

### Grand Prix
- 5 podiums individuels, dont 3 victoires.
- 1 victoire par équipes.

### Coupe continentale
- 10 podiums individuels, dont 5 victoires.